# Юнацький (U-16) кубок Азії з футболу
Юнацький (U-16) кубок Азії з футболу (англ. The AFC U-16 Championship) — міжнародне футбольне змагання серед юнацьких національних футбольних збірних Азії. Чемпіонат Азії проводиться керуючим органом європейського футболу АФК і брати участь в ньому можуть чоловічі футбольні національні збірні всіх країн-членів АФК з гравців, віком не старше за 16 років. 

## Історія
Перший чемпіонат Азії серед команд віком до 16 років пройшов у 1985 році. Перемогу здобула збірна Саудівської Аравії. З 1986 року турнір став проводитися кожні два роки і є кваліфікаційним етапом до юнацького чемпіонату світу. У 1992–2006 роках турнір мав формат U-17.

## Результат
| 1985 Деталі | Катар             | Саудівська Аравія | 4–3            | Катар          | Ірак                | 1–0                 | Таїланд             |
| 1986 Деталі | Катар             | Південна Корея    | 0–0 (5–4) пен. | Катар          | Саудівська Аравія   | 2–0                 | Північна Корея      |
| 1988 Деталі | Таїланд           | Саудівська Аравія | 2–0            | Бахрейн        | КНР                 | 1–1 (4–3) пен.      | Ірак                |
| 1990 Деталі | ОАЕ               | Катар             | 2–0            | ОАЕ            | КНР                 | 5–0                 | Індонезія           |
| 1992 Деталі | Саудівська Аравія | КНР               | 2–2 (8–7) пен. | Катар          | Саудівська Аравія   | 2–1                 | Північна Корея      |
| 1994 Деталі | Катар             | Японія            | 1–0 дч         | Катар          | Оман                | 3–2                 | Бахрейн             |
| 1996 Деталі | Таїланд           | Оман              | 1–0            | Таїланд        | Бахрейн             | 0–0 (4–1) пен.      | Японія              |
| 1998 Деталі | Катар             | Таїланд           | 1–1 (3–2) пен. | Катар          | Бахрейн             | 5–1                 | Південна Корея      |
| 2000 Деталі | В'єтнам           | Оман              | 1–0            | Іран           | Японія              | 4–2                 | В'єтнам             |
| 2002 Деталі | ОАЕ               | Південна Корея    | 1–1 (5–3) пен. | Ємен           | КНР                 | 1–0                 | Узбекистан          |
| 2004 Деталі | Японія            | КНР               | 1–0            | Північна Корея | Катар               | 2–1                 | Іран                |
| 2006 Деталі | Сингапур          | Японія            | 4–2 дч         | Північна Корея | Таджикистан         | 3–3 (5–4) пен.      | Сирія               |
| Рік         | Господар          | Фінал             | Фінал          | Фінал          | Півфіналісти(1)     | Півфіналісти(1)     | Півфіналісти(1)     |
| Рік         | Господар          | Переможець        | Рахунок        | Фіналіст       | Півфіналісти(1)     | Півфіналісти(1)     | Півфіналісти(1)     |
| 2008 Деталі | Узбекистан        | Іран              | 2–1            | Південна Корея | ОАЕ та Японія       | ОАЕ та Японія       | ОАЕ та Японія       |
| 2010 Деталі | Узбекистан        | Північна Корея    | 2–0            | Узбекистан     | Австралія та Японія | Австралія та Японія | Австралія та Японія |
| 2012 Деталі | Іран              | Узбекистан        | 1–1 (3–1) пен. | Японія         | Іран та Ірак        | Іран та Ірак        | Іран та Ірак        |
| 2014 Деталі | Таїланд           | Північна Корея    | 2–1            | Південна Корея | Австралія та Сирія  | Австралія та Сирія  | Австралія та Сирія  |
| 2016 Деталі | Індія             |                   |                |                |                     |                     |                     |

Примітки

## Результати
| Збірна            | Чемпіонств     | 2-е місце                            | 3-тє місце           | 4-е місце      | Півфіналісти   |
| ----------------- | -------------- | ------------------------------------ | -------------------- | -------------- | -------------- |
| Північна Корея    | 2 (2010, 2014) | 2 (2004, 2006)                       | -                    | 2 (1986, 1992) | -              |
| Південна Корея    | 2 (1986, 2002) | 2 (2008, 2014)                       | -                    | 1 (1998)       | -              |
| Японія            | 2 (1994, 2006) | 1 (2012)                             | 1 (2000)             | 1 (1996)       | 2 (2008, 2010) |
| КНР               | 2 (1992, 2004) | -                                    | 3 (1988, 1990, 2002) | -              | -              |
| Саудівська Аравія | 2 (1985, 1988) | -                                    | 2 (1986, 1992*)      | -              | -              |
| Оман              | 2 (1996, 2000) | -                                    | 1 (1994)             | -              | -              |
| Катар             | 1 (1990)       | 5 (1985*, 1986*, 1992, 1994*, 1998*) | 1 (2004)             | -              | -              |
| Іран              | 1 (2008)       | 1 (2000)                             | -                    | 1 (2004)       | 1 (2012*)      |
| Таїланд           | 1 (1998)       | 1 (1996*)                            | -                    | 1 (1985)       | -              |
| Узбекистан        | 1 (2012)       | 1 (2010*)                            | -                    | 1 (2002)       | -              |
| Бахрейн           | -              | 1 (1988)                             | 2 (1996, 1998)       | 1 (1994)       | -              |
| ОАЕ               | -              | 1 (1990*)                            | -                    | -              | 1 (2008)       |
| Ємен              | -              | 1 (2002)                             | -                    | -              | -              |
| Ірак              | -              | -                                    | 1 (1985)             | 1 (1988)       | 1 (2012)       |
| Таджикистан       | -              | -                                    | 1 (2006)             | -              | -              |
| Сирія             | -              | -                                    | -                    | 1 (2006)       | 1 (2014)       |
| Індонезія         | -              | -                                    | -                    | 1 (1990)       | -              |
| В'єтнам           | -              | -                                    | -                    | 1 (2000*)      | -              |
| Австралія         | -              | -                                    | -                    | -              | 2 (2010, 2014) |

* = в статусі господаря